# 毛利元知
毛利元知（日语：／ Mōri Mototomo，1631年7月21日—1683年7月8日）日本江戶時代初期大名，長門清末藩的初代藩主。父親是長府藩初代藩主毛利秀元。

## 生平
在寬永8年6月22日（1631年7月21日）於攝津國大坂出生。承應2年（1653年），哥哥長府藩藩主光廣死去後，長府藩由姪兒綱元繼承，因為亡父秀元的遺言，於是元知從綱元下分出1萬石並成立清末藩。清末藩作為毛利氏的三支藩之一而受到厚遇。
在天和3年（1683年）閏5月14日於江戶死去。享年53歲。繼承人是次男元平。